# 안문석

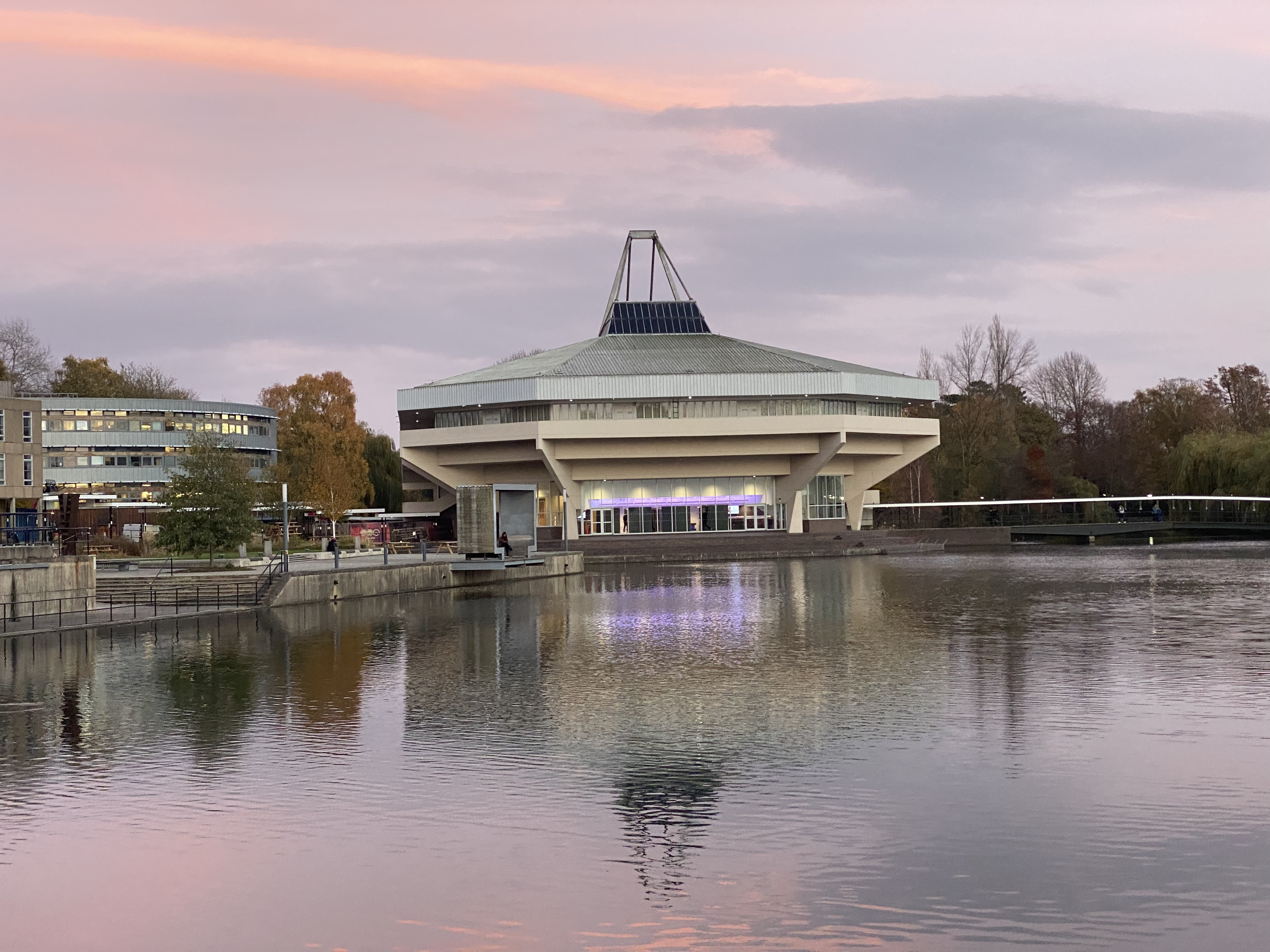
University of York

안문석 교수는 1944년 전라북도 진안에서 태어나 서울대학교 철학과를 졸업하고 영국 요크대학교(University of York)에서 정치학 석사 학위를 받았다. 또한, 영국 워릭대학교(University of Warwick)에서 정치학 박사 학위를 받아 2012년부터는 전북대학교 정치외교학과 교수로 재직중이다. 주로 동북아 국제관계, 북한의 대외관계, 미국 외교정책, 세계외교사 등을 강의하고 있다. 

## 개요
안문석은 KBS 통일부, 정치부, 국제부 기자를 거쳐 정치부 외교 안보 데스크를 지냈고, 현재는 북한 정치사, 한반도 평화 체제, 통일 외교 분야 역시 깊이 연구하고 있다. 그의 활발한 저술 활동을 통해 『북한 민중사』, 『북한 현대사 산책』 1~5권, 『무정 평전』, 『오기섭 평전』, 『김정은의 고민』, 『외교의 거장들』, 『글로벌 정치의 이해』 등 다수의 저서를 펴냈으며, “The Sources of North Korean Conduct: Is Pyongyang really going non-nuclear?”, “구성주의 이론 관점에서 본 문재인 정부의 대북 정책” 등 한반도와 국제 정치 관련 논문을 국내외 학술지에 지속적으로 발표하고 있다. 그중에서도 ‘외교의 거장들: 한국 외교의 길을 묻다(인물과사상사·1만6,000원)’에서 별들의 외교에 대한 이념, 활동, 성과, 그러한 성과들이 나올 수 있게 된 배경 등에 대해 자세히 서술하고 있다.   

## 저서
가장 최근에 발간된 그의 '식탁 위의 외교'에서는 독자들이 어려워하는 세계 외교와 현대사라는 흥미로운 식사를 차려냈다. 세부 내용으로는 ‘달콤한 외교’, ‘깊은 풍미의 외교’, ‘스토리가 있는 음식 외교’, ‘역발상 음식 외교’, ‘씁쓸한 외교’, ‘독한 맛 외교’ 등 총 6개의 코스로 준비돼 있어서 우리가 잘 몰랐던 외교를 음식이라는 일상적이고도 접근하기 쉬운 요소로 이해할 수 있다.
책 속에 등장하는 총 27개의 메뉴 중 단연 눈길을 끄는 메뉴는 지난 2018년 평화의 상징이 된 ‘한반도에 훈풍 몰고 온 옥류관 냉면’이라고 말할 수 있는데, 그는 그동안의 남북 정상회담 음식의 역사와 평양냉면이 지난 2018년 남북 정상회담 만찬의 메뉴가 된 이유, 평양 옥류관의 역사 등에 대한 내용을 담아 글의 풍미를 더했다. 이 밖에도 안 교수는 음식이 실제 외교 현장에서 구체적으로 어떤 역할을 했는지 세계사의 27가지 풍경을 통해 설명한다. 또 윈스턴 처칠, 이오시프 스탈린, 로널드 레이건, 시진핑, 버락 오바마 등 각국의 정상들이 실제 주요 협상에서 식탁을 어떻게 활용했는지 그 현장을 생생하게 전해주고 있다. 특히 외교가 어떻게 이뤄지는지, 음식과 식탁이 어떤 대목에서 어떤 맥락으로 외교의 윤활유가 되는지 등에 대해 현장감 있게 설명하고 있다. 이와 함께 상대를 완전히 이해하지 못한 상태에서 상황에 맞지 않은 음식을 내놓는 것 등 부정적인 역할에 대한 역동적 묘사도 있어 독자들의 흥미를 더욱 끌고 있다.
덧붙여 안 교수는 “마음을 사로잡는 외교로 우리의 매력을 더 키우고, 자연스럽게 우군을 더 늘려나가는 것에 중점을 둬야한다”며 “적시에 상대의 호감도 사고 상황을 진전 시켜 나가기 위해 우리가 자랑하는 한국 문화, K-팝 등 우리 정서가 담긴 음식 등이 다양하게 활용돼야 할 것이다.”고 말했다.